# Vorderer Schlossberg (Mering)
Der Vordere Schlossberg ist eine gut erhaltene frühmittelalterlichen Burgwallanlage rund zwei Kilometer östlich des Marktes Mering im Landkreis Aichach-Friedberg (Schwaben) in Bayern. Das Bodendenkmal wird von amtlicher Seite als ungarnzeitlich datiert.

## Geografische Lage
Der Vordere Schlossberg liegt am Rand des Hartwaldes auf einem niedrigen Hügel.

## Geschichte

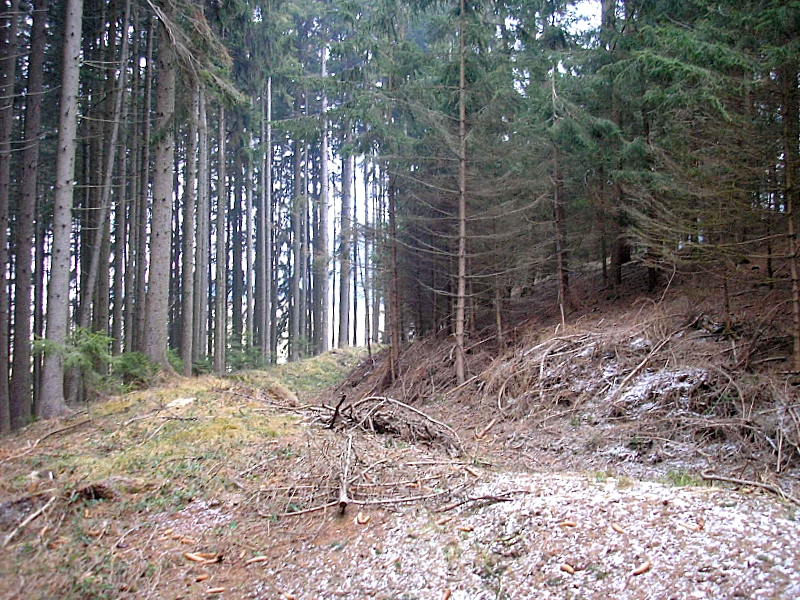
Der nordwestliche Wallabschnitt mit dem vorgelagerten, hier nur etwa einen halben Meter tiefen Sohlgraben

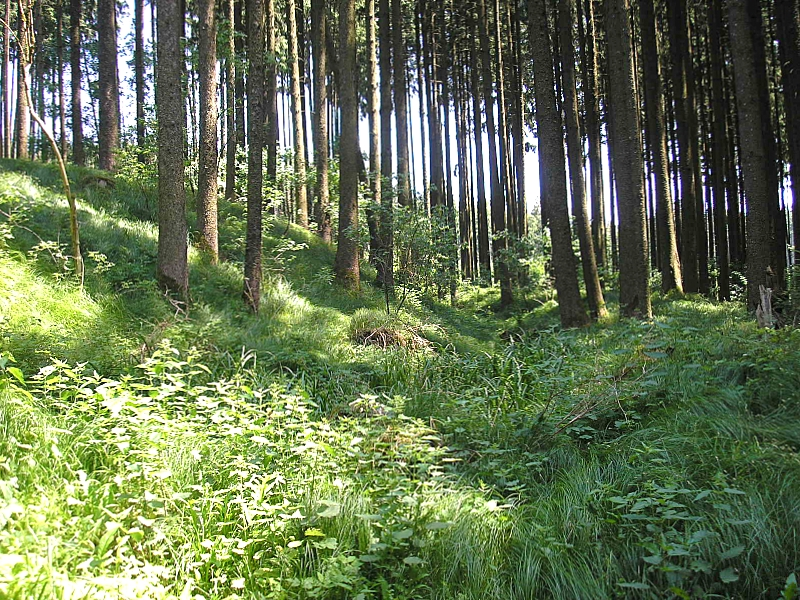
Die Westseite nach Süden (Wallhöhe etwa vier Meter)

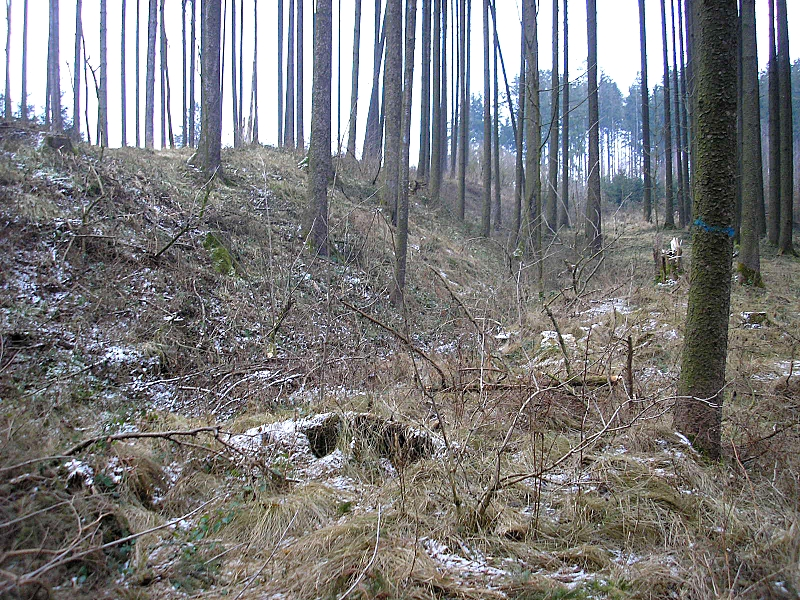
Der südliche Wallzug nach Osten

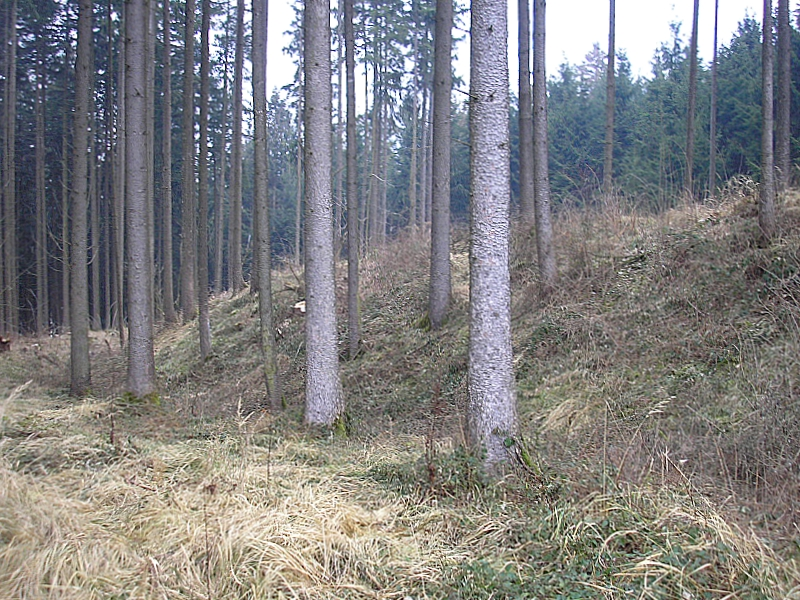
Gegenblick nach Westen

Unterhalb der Hauptburg wurden die Grundmauern eines römischen Gebäudes lokalisiert. Einige Kleinfunde bestätigen diesen Befund.
Als um 900 die Übergriffe der Ungarn auf Bayern begannen, entstanden neben einigen großen Landesburgen zahlreiche kleinere Schutzburgen in den gefährdeten Gebieten.
Dieser Gruppe kleiner Wehranlagen dürfte auch der Vordere Schlossberg  angehören. Wie bei vielen frühmittelalterlichen Ringwällen fehlen auch hier jegliche urkundlichen oder sonstigen Nachrichten zur Geschichte und Zeitstellung. Zahlreiche dieser Burgen entstanden allerdings durch den Ausbau älterer Siedlungsplätze oder Befestigungsanlagen.
Die gut erhaltenen Erdwerke und die Form der Anlage sind jedoch ein deutlicher Hinweis auf die Funktion als Ungarnschutzburg. Ein ähnlicher Ringwall liegt etwa sieben Kilometer nördlich bei Kissing auf dem Lechrain. Bereits Widukind von Corvey spricht in seiner Chronik von kleineren Burgwällen auf der rechten Lechseite, von denen aus die fliehenden Ungarn nach der Schlacht auf dem Lechfeld (955) bekämpft worden sein sollen.
Wie die meisten anderen Burgen dieses Typs liegt auch der Vordere Schlossberg in einiger Entfernung von der Siedlung entfernt versteckt im Gelände. Am anderen Ende des Hartwaldes hat sich – zwei Kilometer entfernt – ein weiterer Burgwall erhalten. Der Hintere Schlossberg wird allerdings als frühkeltisch (400–800 v. Chr.) datiert. Sicherlich wurde auch diese Wehranlage in der Zeit der Ungarnstürme erneut benutzt und ausgebaut. Zwischen den beiden Burgen liegt ein kurzes Wallstück mit vorgelagertem Graben im Wald. Die Zeitstellung dieses etwa zwei Meter hohen Walles ist unbekannt.

## Beschreibung
Die Anlage liegt etwa 20 Meter erhöht auf einem flachen Hügelsporn. Am Hügelfuß führt der Burgweg durch ein kurzes, s-förmiges Vorwerk. Dem ungefähr zwei Meter hohen Wall ist ein seichter Graben vorgelagert.
Die ovale Hauptburg ist in zwei Bauphasen entstanden. Der ursprüngliche Wallverlauf zeichnet sich im Burginneren noch deutlich ab. Dem älteren, westlichen Teil wurde ein hufeisenförmiges Wallstück nach Osten so angefügt, dass sich die Burgfläche nahezu verdoppelte.
Der Wall der Hauptburg ist zwischen zwei (Nordseite) und fünf Metern hoch. Der vorgelagerte Graben lief ursprünglich um die ganze Burg. Nach dem Zweiten Weltkrieg wurde der Graben auf der Nordseite durch einen Landwirt eingeebnet. Die Wallkrone überhöht das Innere um etwa einen Meter.
Das Tor lag auf der, durch den Hang geschützten Ostseite. Der mäßig steile Aufstieg zur Burg war durch das unten liegende Vorwerk gesichert.
Bei einer kleineren Grabung wurden beiderseits der Torlücke in regelmäßigen Abständen von ungefähr 1,3 Metern Fundamentbänder aus Stein nachgewiesen. Zwischen den Bändern fand sich eine Lehmschicht. Dieses Fundament trug möglicherweise ein Doppelturmtor, genauere Aussagen über die Konstruktion können bisher noch nicht gemacht werden. Auch auf der übrigen Wallkrone der Hauptburg und des Vorwerkes verläuft ein steinernes Band von etwa einem Meter Breite.
Geländespuren deuten auf eine großräumige Vorfeldsicherung durch einen Zaun oder Dornenverhaue hin. Solche Annäherungshindernisse sollten die östlichen Reiterkrieger zum Absitzen zwingen.
Der Ringwall wurde durch das Bayerische Landesamt für Denkmalpflege vermessen und topographisch aufgenommen. Heute ist die Wallburg nur schwer begehbar, das Areal ist dicht mit Dornengestrüpp überwuchert und teilweise mit Jungwald bepflanzt.
Das Landesamt für Denkmalpflege verzeichnet das Bodendenkmal als Siedlung der römischen Kaiserzeit und Ringwall des Frühmittelalters unter der Denkmalnummer D 7-7732-0022.